# Сахалінка (присілок)
Сахалі́нка (рос. Сахалинка) — присілок у складі Первомайського району Томської області, Росія. Входить до складу Сергієвського сільського поселення.

## Населення
Населення — 160 осіб (2010; 219 у 2002).
Національний склад (станом на 2002 рік):
- росіяни — 94 %